# TRV
TRV é uma modalidade de paraquedismo em que os desportistas fazem formações com seus paraquedas abertos, uns segurando no dos outros.  TRV é uma sigla que quer dizer "Trabalho Relativo de Velame" (CRW em inglês) . Também é conhecido como "formações de velames".

## Imagens

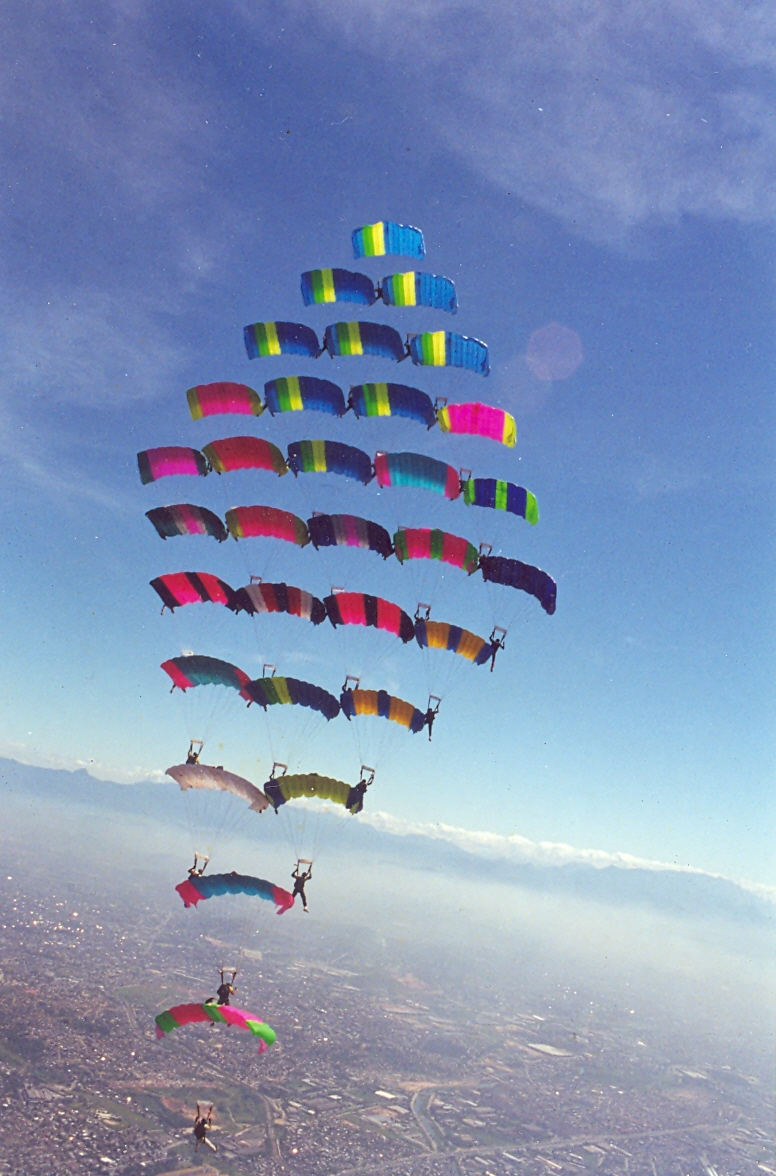
Recorde na América Latina de TRV (31) Rio de Janeiro - 2001
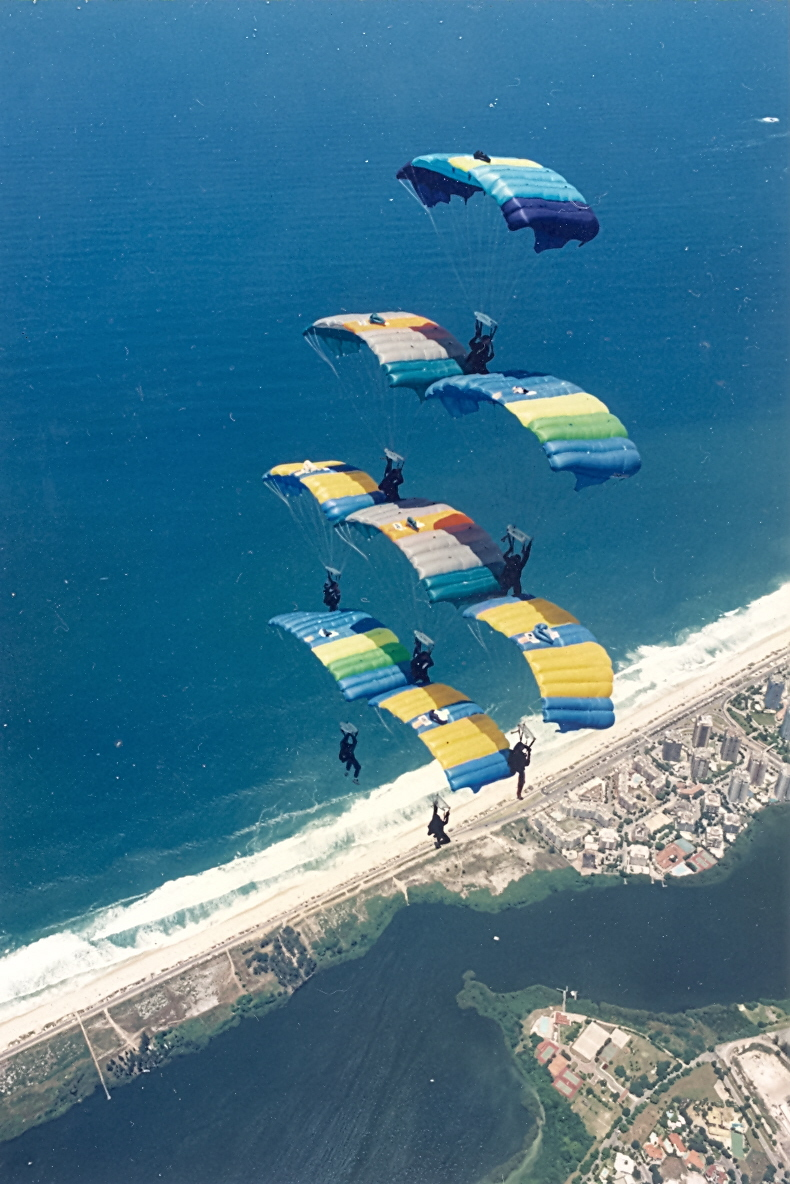
Barra da Tijuca, Rio de Janeiro - 2001
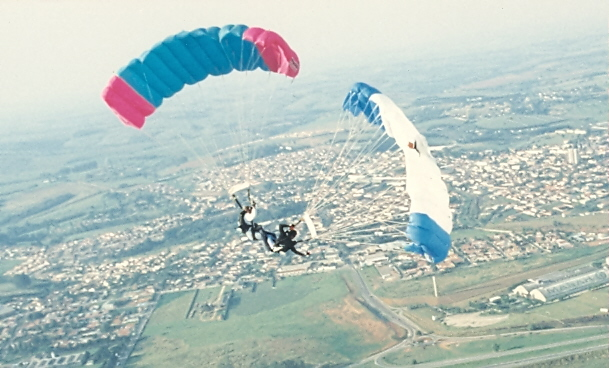
Acrobacia em TRV
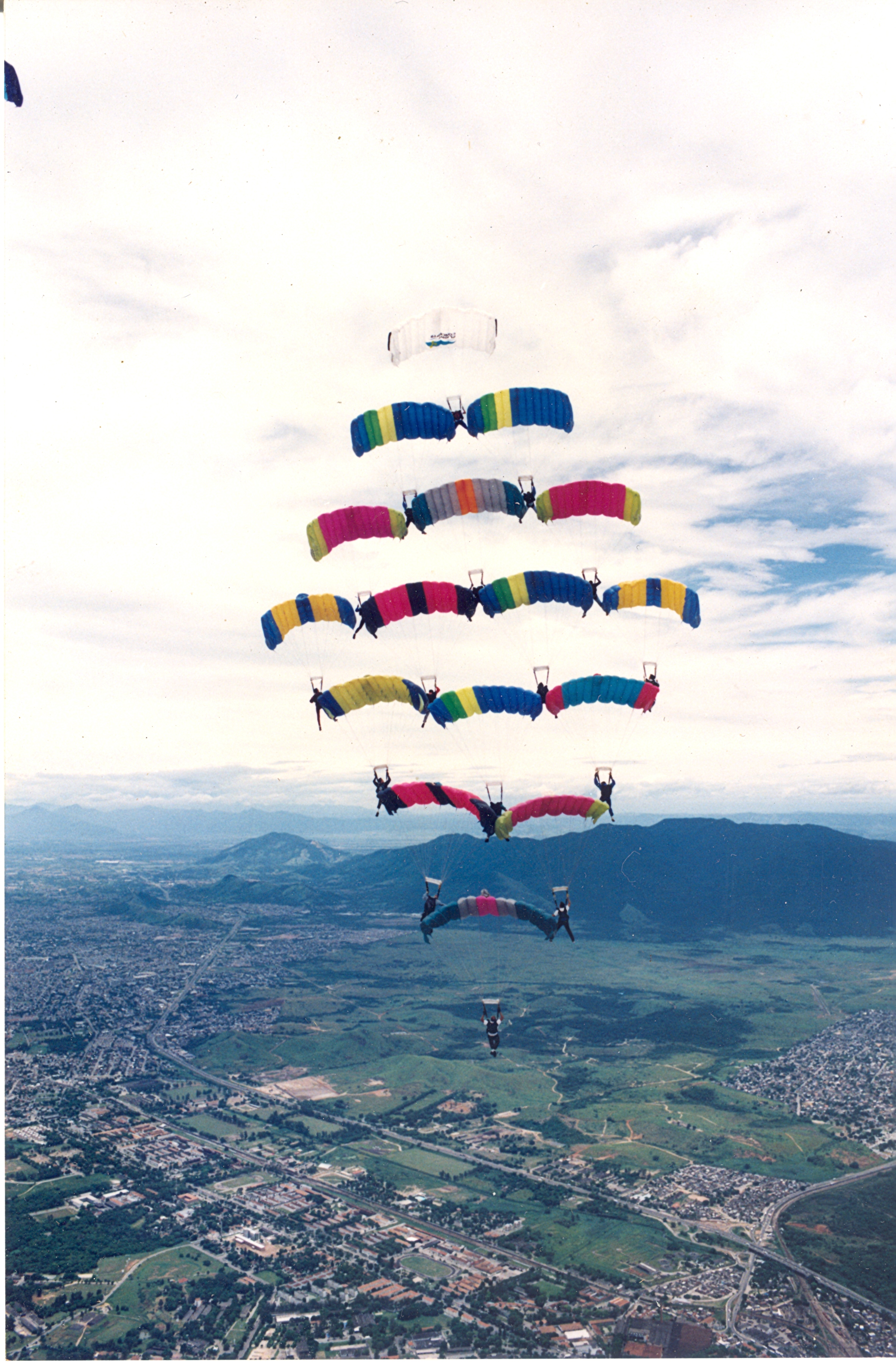
Recorde Brasileiro de TRV,Rio de Janeiro - 2000

## Recordes
- Mundial de TRV - 100 paraquedistas (formação em diamante) - 2007 Florida,EUA
- Brasileiro de TRV - 16 paraquedistas (formação em diamante) - 2000 Rio de Janeiro,RJ,Brasil